# Dagmar Hase
Dagmar Hase (Quedlinburg, 22 dicembre 1969) è un'ex nuotatrice tedesca.
Specializzata nello stile libero e nel dorso, ha vinto sette medaglie alle Olimpiadi di Barcellona 1992 e di Atlanta 1996.
Nel 2013 è diventata uno dei Membri dell'International Swimming Hall of Fame.

## Palmarès
- Olimpiadi

Barcellona 1992: oro nei 400m sl, argento nei 200m dorso e nella 4x100m misti.
Atlanta 1996: argento nei 400m sl, negli 800m sl e nella 4x200m sl e bronzo nei 200m sl.
- Mondiali

Perth 1991: oro nella 4x200m sl e argento nei 200m dorso.
Roma 1994: argento nella 4x200m sl.
Perth 1998: oro nella 4x200m sl, argento nei 200m dorso e bronzo nei 400m sl.
- Mondiali in vasca corta

Rio de Janeiro 1995: argento nei 200m dorso e nella 4x200m sl.
- Europei

Bonn 1989: oro nei 200m dorso.
Atene 1991: argento nella 4x100m sl, nella 4x200m sl e nella 4x100m misti, bronzo nei 100m dorso e nei 200m dorso.
Sheffield 1993: oro nei 400m sl e nella 4x200m sl.
Vienna 1995: oro nella 4x200m sl e argento nei 200m dorso.
Siviglia 1997: oro nei 400m sl e nella 4x200m sl.

### Coppa del Mondo
- Vincitrice della Coppa del Mondo delle distanze lunghe sl nel 1994
- Vincitrice della Coppa del Mondo di dorso nel 1991